# Football-Club Bulle
Il Football Club Bulle è una società calcistica svizzera con sede nella città di Bulle. La sua fondazione risale al 1º luglio 1910.
Attualmente milita in Promotion League (3 livello).

## Cronistoria
- 1910 - 1977: ?
- 1977 - 1978: Divisione Nazionale B
- 1978 - 1980: Prima Lega
- 1980 - 1981: Divisione Nazionale B
- 1981 - 1983: Divisione Nazionale A
- 1983 - 1992: Divisione Nazionale B
- 1992 - 1993: Divisione Nazionale A
- 1993 - 1994: Divisione Nazionale B
- 1994 - 2003: ?
- 2003 - 2005: Divisione Nazionale B
- 2005 - : Prima Lega

(Legenda: Divisione Nazionale A = 1º livello / Divisione Nazionale B = 2º livello / Prima Lega = 3º livello / Seconda Lega = 4º livello / Terza Lega = 5º livello / Quarta Lega = 6º livello / Quinta Lega = 7º livello / Sesta Lega = 8º livello)

## Storia
Nella stagione 1978-1979 il Bulle conclude la stagione al secondo posto, con 33 punti, dietro al Delémont avanti di ben 10 punti. Si passa a disputare i playoff, ma esce subito ai quarti sconfitto dal Raron. Bisogna dunque attendere la stagione successiva 1979-1980 per ritentare l'ascesa in Serie B: il temuto Delémont finisce nel Gruppo II e il Bulle conclude la stagione al primo posto davanti all'Etoile Carouge Genève con 7 punti di vantaggio e con il miglior attacco del girone con 68 goal. Nei playoff in semifinale viene sconfitto in un doppio scontro l'Altstätten (3-1 fuori casa nella partita di ritorno), mentre in finale sconfigge l'Emmen per 3-0. Bulle e Mendrisio salgono quindi in Serie B. La stagione successiva, 1980-1981 vede il Bulle piazzarsi al terzo posto a soli 2 punti di distacco della capolista Vevey Sports e, in seguito ai cambiamenti della Serie A che porta le squadre da 14 a 16, il Bulle riesce ad entrare nella massima serie del calcio svizzero. In soli due anni il Bulle riesce, anche con un po' di fortuna, a passare dalla Serie C alla Serie A. La stagione successiva, 1981-1982, la squadra riesce a piazzarsi al 14º posto, a soli 2 punti dal Nordstern Basel e a 3 punti dal Chiasso che retrocedono in Serie B.

## Stadio
Il FC Bulle gioca le partite casalinghe allo stadio del Bouleyres costruito nel 1949, ha una capienza di 5 150 spettatori (650 seduti e 4 500 in piedi). Le dimensioni sono 105 m per 68 m.

## Allenatori
- 1986-1988 Claude Andrey
- 2005-2006 Michel Sauthier
- Steve Guillod

## Presidenti
- 1971 - 1985 Jaques Gobet
- Charly Grandjean

## Palmarès

### Competizioni interregionali
- Seconda Lega interregionale: 2

2010-2011 (gruppo 2), 2017-2018 (gruppo 2)

### Altri piazzamenti
- Challenge League:

Terzo posto: 1980-1981, 1986-1987
- Seconda Lega interregionale:

Secondo posto: 2016-2017 (gruppo 2), 2017-2018 (gruppo 2)
Terzo posto: 2015-2016 (gruppo 2)